# Рамзия аль-Ириани
Рамзия Аббас Аль-Ириани (رمزية عباس الإرياني) или Аль-Эрьяни (1954 — 14 ноября 2013 года) — одна из первых Йеменских женщин-писателей, дипломатов, борец за женские права. Племянница экс-президента Йемена Абдуль-Рахмана Аль-Ириани (1908-1998).

## Биография

Рамзия аль-Ириани

Рамзия аль-Ириани родилась в 1954 году в деревне Ирьян в мухафазе Ибб, училась в средней школе в городе Таизе, изучала философию в Каирском университете.
В 1977 году получила степень бакалавра. Имеет также степень магистра в области арабской литературы. В 1980 году после устройства на работу в Йеменский дипломатический корпус стала первой в стране женщиной — дипломатом. С 1990 по 1995 год она занимала должность полномочного министра при посольстве Йемена в Тунисе.  В свое время была главой Йеменского Союза женщин, членом Верховного совета по делам женщин, членом Ассоциации литераторов и писателей Йемена.
В общественной работе Рамзия аль-Ириани была борцом за права женщин, призывала их заниматься политической деятельностью, баллотироваться на выборные должности.
Рамзия аль-Ириани скончалась во время операции 14 ноября 2013 года в Берлине; её тело было перевезено на родину. Похоронена на кладбище в городе Аль-Рахма.

## Труды
Аль-Ириани начала публиковать свои произведения ещё в подростковом возрасте. Ее роман Ḍaḥīyat al-Jashaʿ (жертва алчности), был опубликован в 1970 году и считается первым романом Йеменской женщины-писательницы. Её первая книга рассказов La’allahu ya’ud (возможно он вернется) была опубликована в Дамаске в 1981 году. В разное время она издала несколько книг фантастики и несколько детских книг. Она также написала книгу о Йеменских женщинах под названием Raidat Yemeniyat (1990). Короткие рассказы Аль-Ириани в английском переводе были изданы в сборнике арабских женщин-писателей.
В своих произведениях Аль-Ириани писала о необходимости получения арабскими женщинами образования, о возможности их участия в политической жизни арабского общества.